# Крутий Ручей (Ленінградська область)
Крутий Ручай (рос. Крутой Ручей) — селище Бокситогорського району Ленінградської області Росії. Входить до складу Забор'євського сільського поселення.
Населення — 0 осіб (2012 рік). 